# 西藏山龙眼
西藏山龙眼（学名：Helicia tibetensis），为山龙眼科山龙眼属下的一个种。

## 扩展阅读
維基物種上的相關：西藏山龙眼